# Gabelrippe

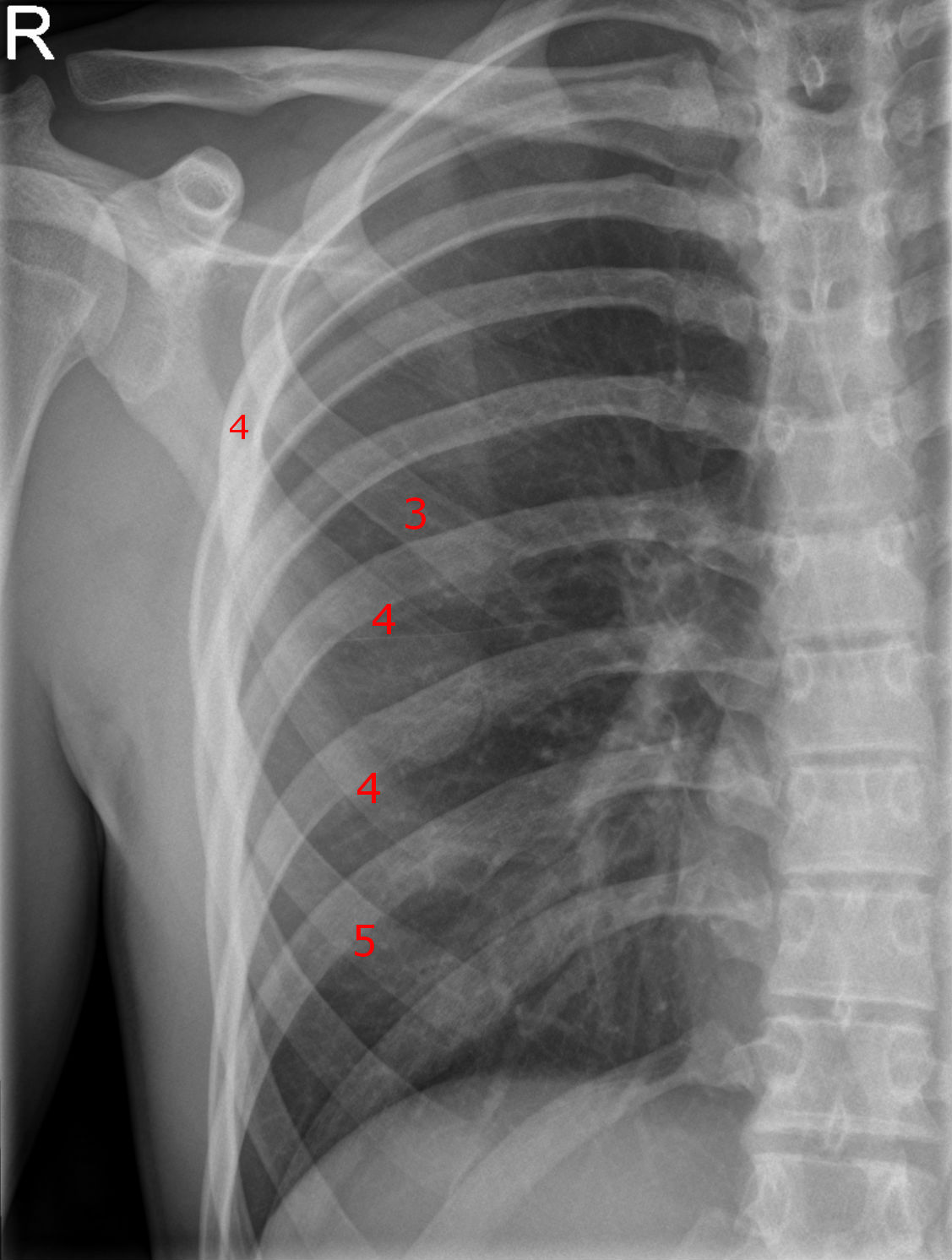
Gabelrippe rechts im Röntgenbild. Die 4. Rippe teilt sich vorne in zwei Enden auf.

Die Gabelrippe ist eine Normvariante des menschlichen Skeletts, bei der sich die Rippe im vorderen Anteil in zwei Enden aufgabelt, daher die Bezeichnung. Sie ist eine von zahlreichen möglichen Fehlbildungen der Rippen und wird in ihrer klassischen Form auch als Luschka-Gabelrippe bezeichnet.
Bei schlanken Personen, insbesondere Kindern, ist sie fast immer im vorderen Brustkorbbereich tastbar. Da für eine überzählige Rippe nicht genug Platz da ist, kommt es meistens zu umschriebenen Vorwölbungen, die bis zum Ende der Wachstumsphase mitwachsen. Sofern diese Aufgabelung im knöchernen Rippenanteil liegt, kann sie auf dem Röntgenbild dargestellt werden bzw. als Schatten auffallen. Bei Lage der Gabelung im Knorpel kann dieses sehr einfach mit Ultraschall nachgewiesen werden. Meistens schon klinisch gut zu unterscheiden sind Exostosen und alte Rippenbrüche.